# Habitation-sucrerie Gissac
L'Habitation-sucrerie Gissac est une ancienne plantation sucrière coloniale située sur la commune de Sainte-Anne en Guadeloupe, rue Hippolyte-Lafages. Elle est inscrite aux monuments historiques depuis le 4 septembre 2009. 

## Histoire
L'habitation-sucrerie de Gissac tient son nom de Gabriel d'Albis de Gissac, capitaine commandant des milices du quartier de Sainte-Anne en 1765, conseiller au Conseil supérieur de la Guadeloupe en 1788.
L'habitation de Gissac avait pour limite à l'ouest un chemin vicinal dit Poirier de Gissac, au sud, un chemin vicinal du littoral, à l'est l'habitation Bois-Jolan et au nord, l'habitation Douville. Elle s'étendait sur une superficie totale de 177,59 hectares.
En 1936, l'habitation devient la propriété de Hippolyte Lafages. Puis, en 1991, ses héritiers vendent 3 hectares du domaine à la commune de Sainte-Anne pour y construire le lycée Poirier de Gissac,. 
Il ne reste de nos jours de l'habitation-sucrerie que la tour du moulin à vent, laissée à l'abandon.  

## Galerie

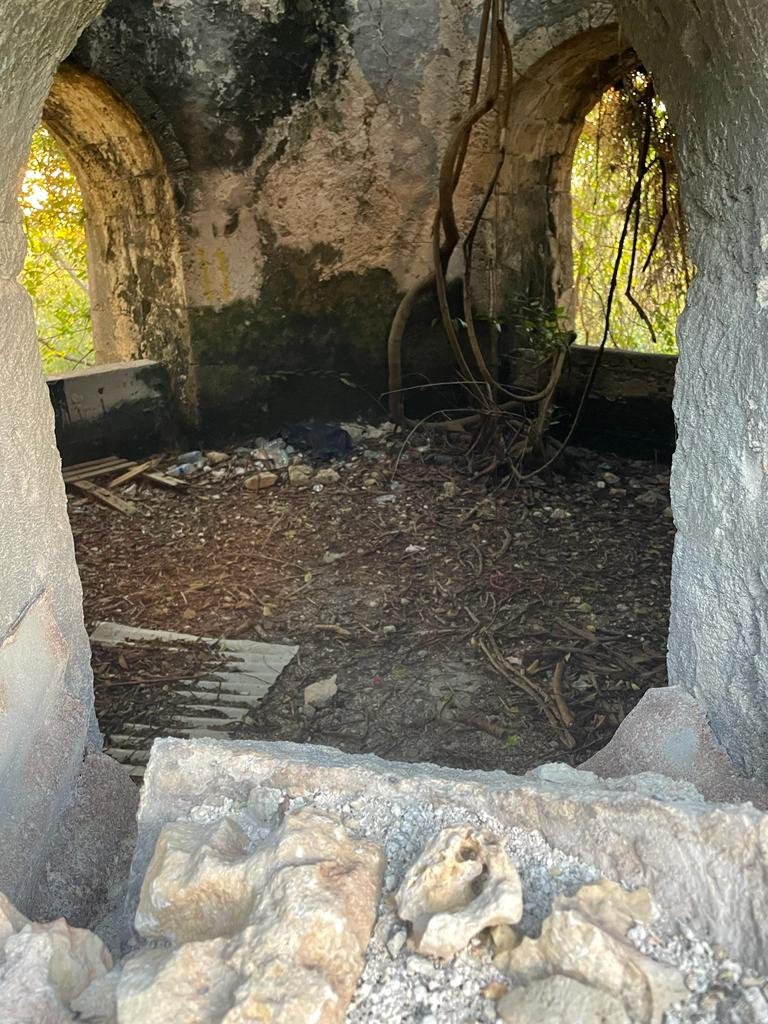
Intérieur du moulin de l'habitation-sucrerie de Gissac
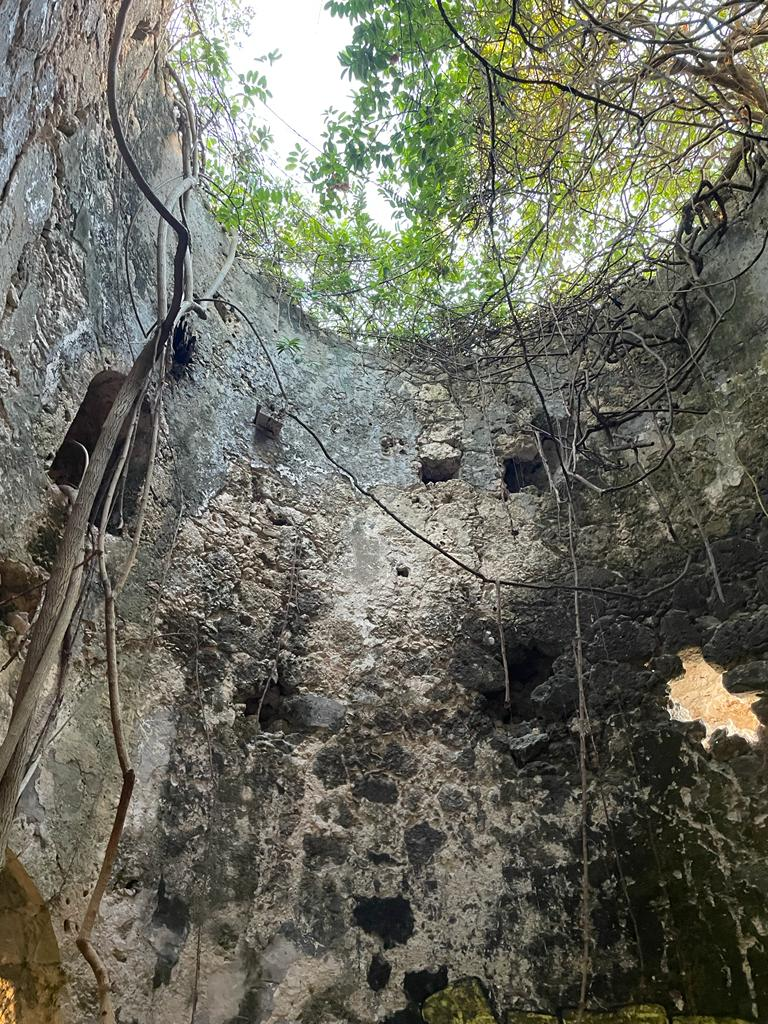
Vue de l'intérieur du moulin de l'habitation-sucrerie de Gissac